# Rue Langlier-Renaud
La rue Langlier-Renaud est une voie de communication de Saint-Denis. Bien qu'ancienne, elle fait partie du nouveau quartier du Landy-France, un pôle d'activités et d'affaires.

## Situation et accès
Accès
- Gare de La Plaine - Stade de France[2]

## Origine du nom

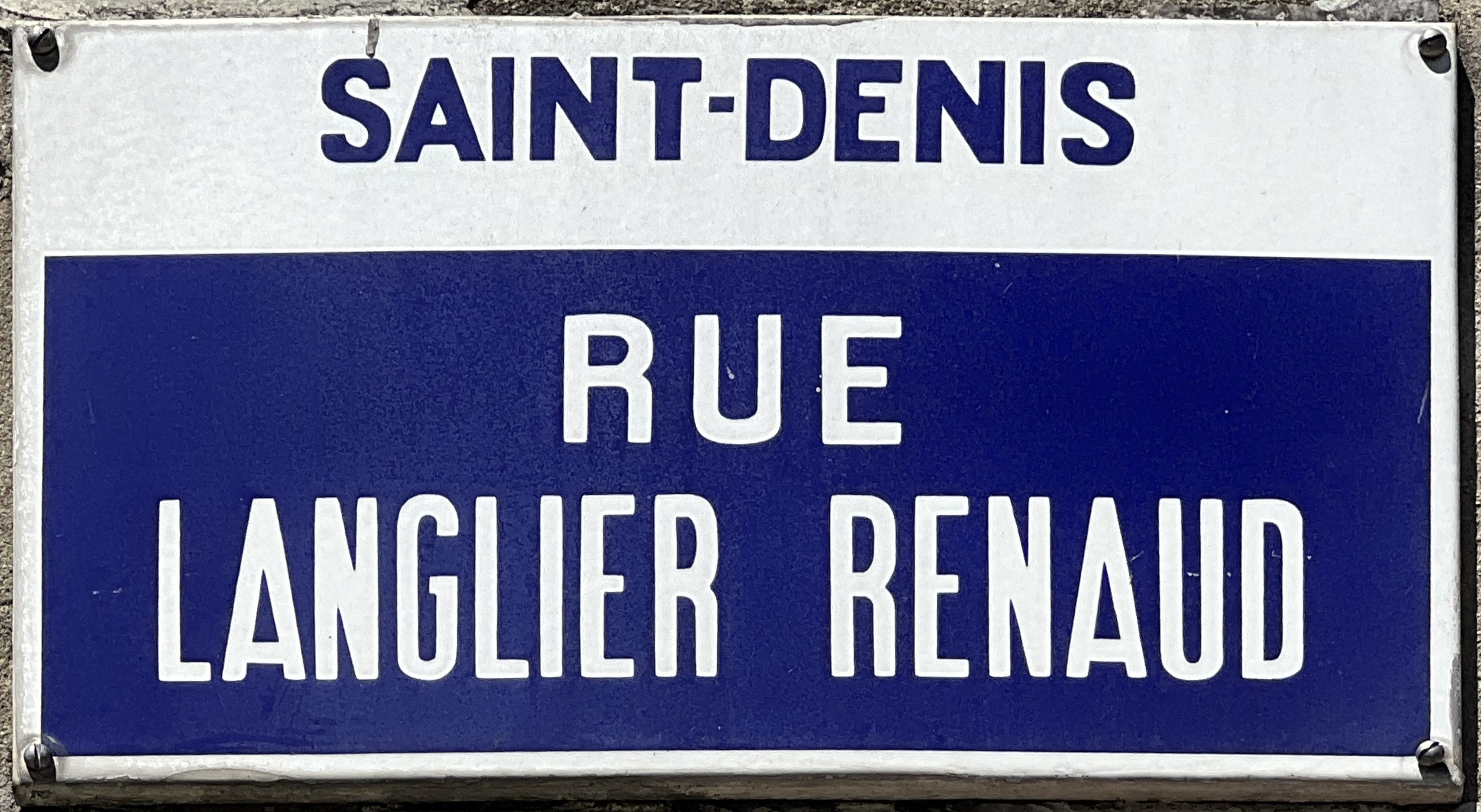
Plaque Rue Langlier-Renaud, 2022.

Cette rue porte le nom du propriétaire des terrains sur lesquels elle fut ouverte.

## Historique

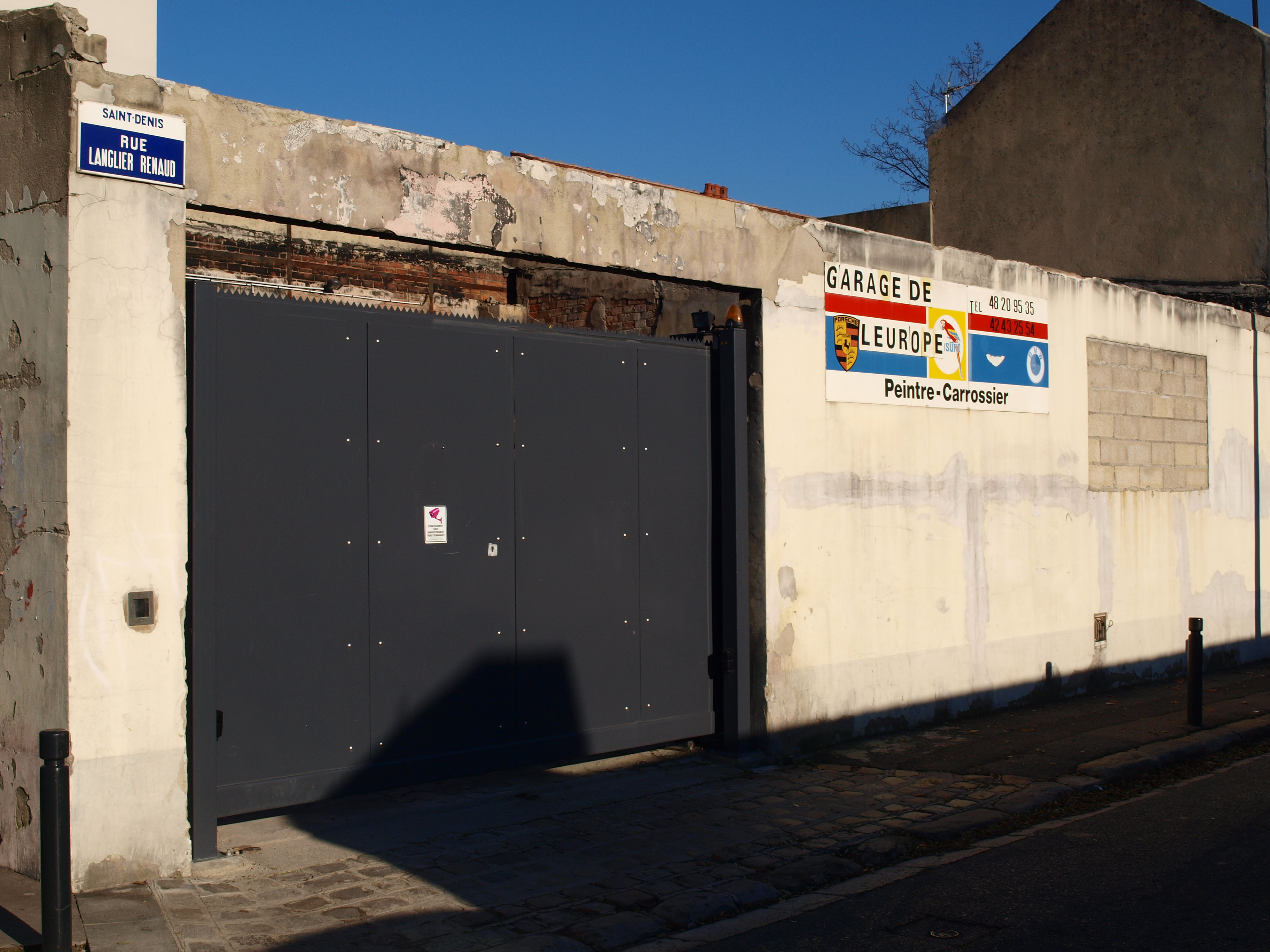
Un atelier de mécanique situé à l'angle nord-ouest de la rue, en décembre 2013.

Cette rue porte le même nom depuis 1900 au moins, parfois orthographié Langlier-Renault,.
Par arrêté préfectoral, en date du 3 avril 1900, la rue Langlier-Renaud est classée au nombre des voies publiques urbaines de la ville de Saint-Denis.

## Bâtiments remarquables et lieux de mémoire
- Square des Acrobates